# Neobisium noricum
Neobisium noricum är en spindeldjursart som beskrevs av Beier 1939. Neobisium noricum ingår i släktet Neobisium och familjen helplåtklokrypare. Inga underarter finns listade i Catalogue of Life.